# 高橋レオ
高橋 レオ（たかはし レオ、高橋 稜、たかはし りょう、1998年12月18日 - ）は、静岡県熱海市出身のセーリング選手。オークランド大学在学。

## 来歴
幼少期は沼津で過ごし、7歳でニュージーランドのオークランドへ移住。9歳からヨットに乗り始めた。
身長192cmと恵まれた体格を誇り、17歳で日本セーリング連盟のナショナルチーム入りを果たした。
2017年、ユースアメリカズカップに日本代表として出場した。タクティシャン兼メインセールトリマーを務めるも予選敗退。
2019年に始まったSailGPに日本チームの一員として参戦している。
2021年にはセーリング男子49er級で小泉維吹と組み東京オリンピックに出場したが、惜しくもメダルレースに進めず11位だった。
2022年6月、ユースアメリカズカップやSailGPでもチームメイトである森嶋ティモシーをクルーにパリオリンピックを目指すと発表した。